# Contea di Hualien
La contea di Hualien è la più grande contea di Taiwan, localizzata sulla montuosa costa orientale dell'isola. Oltre ad avere il porto più grande di Taiwan, è il punto di partenza della linea ferroviaria Hualien-Taitung, ed il punto di fine della linea autostradale North Link. Per quanto riguarda il sistema stradale provinciale, a Hualien sono presenti i punti di snodo delle linee Suao-Hualien, Hualien-Taitung, Hualien-Taitung costiera e Central Cross-Island. Parte dei parchi nazionali Taroko e Yu Shan arrivano a far parte della contea.
La capitale di contea è la città di Hualien.

## Storia
Originariamente, Hualien era chiamata Kilai (奇萊) dagli aborigeni taiwanesi. Nel 1622, giunsero in terra di Formosa gli spagnoli, in cerca di giacimenti d'oro, e rinominarono l'area Turumoan (多羅滿).
La contea è stata una degli ultimi luoghi taiwanesi in cui i cinesi Han si insediarono, nel 1851, durante l'epoca di dominio della dinastia Qing, a causa della sua posizione isolata. Il nome che gli Han diedero a Hualien era Huilan (洄瀾 "mulinelli"), registrato in documenti ufficiali della dinastia Qing, poiché il fiume principale della contea crea dei vortici quando sfocia nell'Oceano Pacifico. 

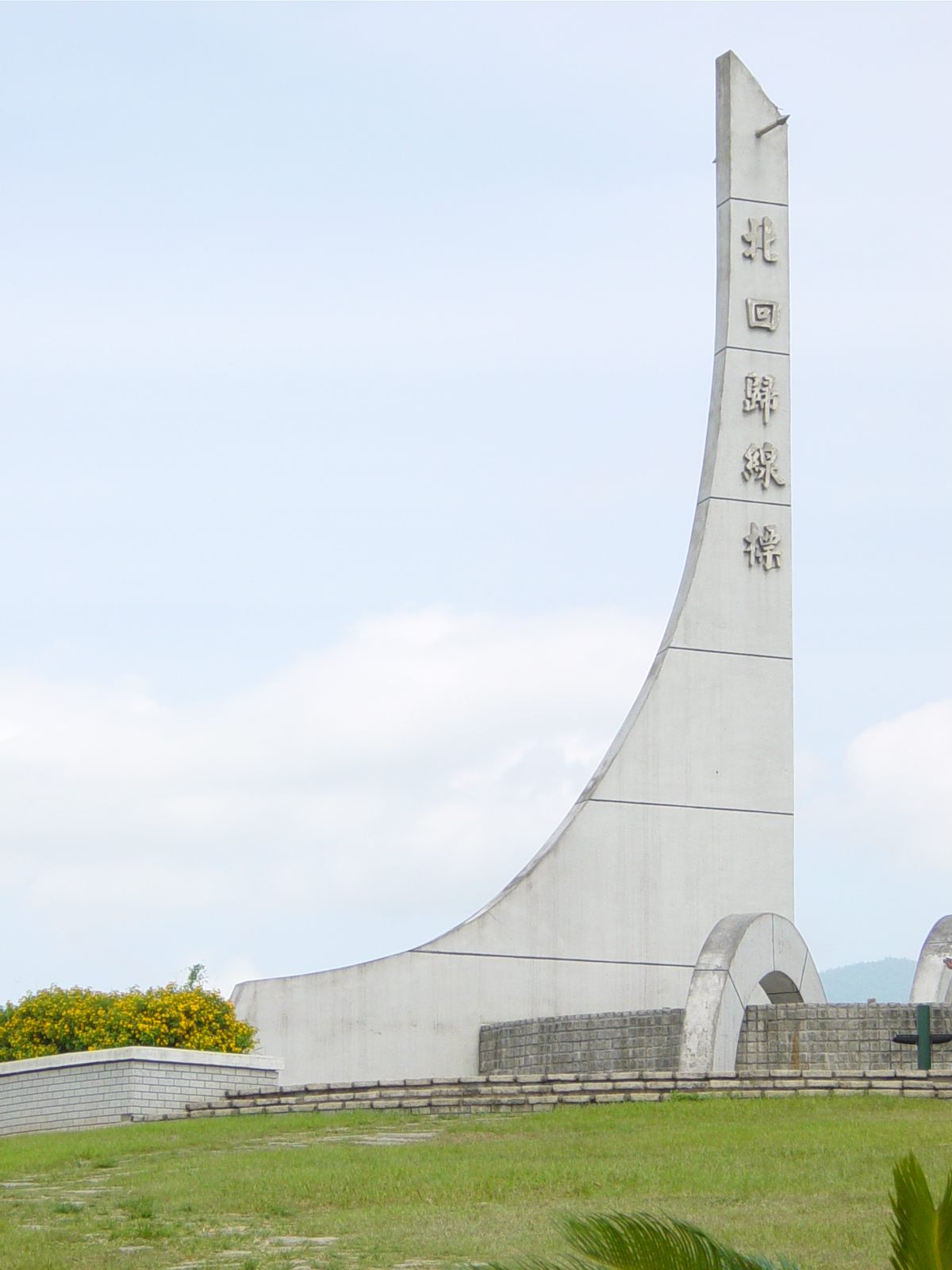
Monumento del Tropico del Cancro

Durante il periodo dell'occupazione giapponese di Taiwan, i giapponesi scartarono il nome originale Kilai poiché suonava come la parola giapponese che significava "disgustoso", cambiando il titolo ufficiale in Hualien. Prima della resa del Giappone alla fine della Seconda guerra mondiale, nel 1945, il governatore generale di Taiwan vi trasferì un discreto numero di giapponesi in modo da migliorare i metodi di agricoltura ed allevamento.
Dopo la retrocessione di Taiwan, il governo della Repubblica di Cina istituì un nuovo sistema politico, seguito a breve dalla costituzione. Nel 1951, Hualien fu la prima contea dell'isola ad adempiere alla legge autonoma locale.
La contea subì la maggior modernizzazione durante gli anni '60, modernizzazione che ha contribuito a renderta l'attuale regione più importante della Taiwan orientale e una delle cinque aree vitali più prominenti dell'isola, insieme a Taipei, Taichung, Tainan e Kaohsiung.
Hualien detiene il record del più grande squalo bianco mai registrato, catturato il 14 maggio 1997. Esso era lungo almeno 7 m e pesava 2500 kg.

## Popolazione

Mappa della densità di popolazione.

La popolazione della contea ammonta a circa 340.000 abitanti, che risiedono nella capitale e in 12 città principali. Diverse etnie sono comprese nel numero di abitanti, tra cui quelle degli aborigeni taiwanesi Ami, Atayal, Bunun, Truku, Sakizaya e Kavalan. Gli indigeni comprendono un quarto della popolazione della contea (circa 90.000 individui), mentre il 30% della popolazione è formata da individui Hakka.

## Amministrazione
Alcune città hanno anche dei nomi giapponesi, poiché dal 1895 al 1945 Taiwan ha subìto l'occupazione del Giappone.
| Cinese   | Hanzi  | Wade-Giles  | Pinyin   | Giapponese | Hakka Pha̍k-fa-sṳ |
| -------- | ------ | ----------- | -------- | ---------- | ---------------- |
| Hualien  | 花蓮市 | Hua-lien    | Huālián  | Karen      | Fâ-lièn-sṳ       |
| Fenglin  | 鳳林鎮 | Feng-lin    | Fènglín  |            | Fung-lìm-tsṳ́n    |
| Yuli     | 玉里鎮 | Yü-li       | Yùlǐ     | Tamasato   | Ngiu̍k-lî-tsṳ́n    |
| Fengbin  | 豐濱鄉 | Feng-pin    | Fēngbīn  | Toyohama   | Fûng-pîn-hiông   |
| Fuli     | 富里鄉 | Fu-li       | Fùlǐ     | Tomisato   | Fu-lî-hiông      |
| Guangfu  | 光復鄉 | Kuang-fu    | Guāngfù  |            | Kông-fu̍k-hiông   |
| Ji'an    | 吉安鄉 | Chi-an      | Jí'ān    | Yoshiyasu  | Kit-ôn-hiông     |
| Ruisui   | 瑞穗鄉 | Jui-sui     | Ruìsuì   | Mizuho     | Lui-sui-hiông    |
| Shoufeng | 壽豐鄉 | Shou-feng   | Shòufēng |            | Su-fûng-hiông    |
| Wanrong  | 萬榮鄉 | Wan-jung    | Wànróng  |            | Van-yùng-hiông   |
| Xincheng | 新城鄉 | Hsin-ch'eng | Xīnchéng |            | Sîn-sàng-hiông   |
| Xiulin   | 秀林鄉 | Hsiu-lin    | Xiùlín   |            | Siu-lìm-hiông    |
| Zhuoxi   | 卓溪鄉 | Chuo-hsi    | Zhuóxī   |            | Cho̍k-hâi-hiông   |

## Infrastrutture e trasporti
- Aeroporto di Hualien
- Taiwan Railway Administration - Linea North-Link e linea Hualien-Taitung
- Autostrada provinciale No. 8 (autostrada Central Cross-Island)
- Autostrada provinciale No. 9 (autostrada Suao-Hualien e autostrada Hualien-Taitung)
- Autostrada provinciale No. 11 (autostrada Hualien-Tung Coast)
- Autostrada provinciale No. 14
- Autostrada provinciale No. 16
- Autostrada provinciale No. 23 (autostrada Fuli-Tungli)
- Autostrada provinciale No. 30 (autostrada Yuli-Chengbin)
- Strada di contea No. 193
- Porto di Hualien
- Porto Heping Cement

## Educazione
Secondo il Dipartimento dell'educazione del Governo della contea di Hualien, la contea ha 6 università (o college), 15 scuole superiori, 35 scuole medie e 151 scuole elementari.